# Cheik Doukouré
Pour les articles homonymes, voir Doukouré.
Ne doit pas être confondu avec Cheick Doukouré.
Cheik Doukouré est un scénariste, réalisateur et producteur de cinéma guinéen né en 1943 à Kankan, Guinée.

## Biographie
Cheik Doukouré naît en 1943 en Guinée. Il la quitte en 1964 pour Paris. En 1965, il rentre au Cours Simon puis à la rue Blanche.
Il fait des apparitions au cinéma notamment dans Les Ripoux en 1986, Un Indien dans la ville en 1994.
À la fin des années 1970, il commence à écrire Bako, l'autre rive en 1978 puis Black Mic-Mac en 1986 et finit par passer à la réalisation en 1991 avec Blanc d'ébène qui se déroule en Guinée pendant la Seconde Guerre mondiale. Le film est financé pour 2 000 000 francs français par l'ONACIG (Office national du cinéma guinéen) qui  signe un contrat de coproduction avec le producteur français.
En 1993, Il met en place sa maison de production en Guinée : Bako Productions. C'est cette fois avec une coproduction entre la France (la Chrysalide, Canal +, la 2) et cette maison de production qu'il peut financer son deuxième long métrage en tant que réalisateur Le Ballon d'or, sur un enfant paysan africain qui devient une star du foot, sans que l’État guinéen ne participe au film.
En 2001 en France, il crée les Films de l'Alliance en association avec sa scénariste Danielle Ryan pour produire Paris selon Moussa qui aborde les multiples facettes de la communauté africaine en France, avec ou sans-papiers,.

## Filmographie

### Cinéma
- 1972 : Chut ! de Jean-Pierre Mocky
- 1972 : Elle cause plus... elle flingue de Michel Audiard
- 1973 : L'Oiseau rare de Jean-Claude Brialy
- 1978 : L'État sauvage de Francis Girod
- 1978 : Bako, l'autre rive de Jacques Champreux
- 1979 : Le Maître-nageur de Jean-Louis Trintignant
- 1981 : Le Professionnel de Georges Lautner
- 1982 : Le Corbillard de Jules de Serge Pénard
- 1984 : Les Ripoux de Claude Zidi
- 1984 : Frankenstein 90 d'Alain Jessua
- 1985 : Black Mic-Mac de Thomas Gilou
- 1986 : Suivez mon regard de Jean Curtelin
- 1986 : Les Frères Pétard d'Hervé Palud
- 1987 : Y'a bon les blancs de Marco Ferreri
- 1988 : Ada dans la jungle de Gérard Zingg
- 1988 : Baro, le lac sacré, réalisateur
- 1989 : Les Maris, les Femmes, les Amants de Pascal Thomas
- 1989 : La Valse des pigeons de Michaël Perrotta
- 1991 : Blanc d'ébène acteur et réalisateur
- 1994 : Le Ballon d'or, réalisateur
- 1994 : Un Indien dans la ville d'Hervé Palud
- 2000 : Lumumba de Raoul Peck
- 2003 : Paris selon Moussa, acteur et réalisateur
- 2006 : Le Grand appartement de Pascal Thomas
- 2007 : Africa Paradis de Sylvestre Amoussou

### Télévision
- 1975 : L'Homme sans visage de Georges Franju, épisode : Le Secret des Templiers
- 1979 : Les Quatre Cents Coups de Virginie de Bernard Queysanne
- 1980 : Les Mystères de Paris d'André Michel
- 1981 : Un dessert pour Constance de Sarah Maldoror
- 1982 : L'Apprentissage de la ville de Caroline Huppert
- 1982 : Paris-Saint-Lazare de Marco Pico
- 1982 : Médecins de nuit d'Emmanuel Fonlladosa, épisode : Quingaoshu (série télévisée)
- 1985 : Série noire de Laurent Heynemann, épisode : Meurtres pour mémoire
- 1983 : Cinéma 16 de Maurice Fasquel, épisode : Le Grand Braquet
- 1989 : Marabout ficelle  (Intrigues) d'Emmanuel Fonlladosa
- 1989 : Série noire de Gilles Béhat, épisode : Le manteau de Saint Martin
- 1990 : Les Nouveaux Chevaliers du ciel  série TV : Les ailes du désert (1/2), L'otage du désert(2/2) : Djama
- 1993 : Antoine Rives, juge du terrorisme de Philippe Lefebvre, épisode : Le Manteau de SaintMartin
- 1994 : Les Cinq Dernières Minutes de Jean-Marc Seban, épisode : Meurtre à l'université
- 1995 : Arthur Rimbaud, l'homme aux semelles de vent de Marc Rivière
- 1998 : Chez ma tante de Daniel Ravoux
- 2002 : Et demain, Paula ? de Michaël Perrotta
- 2009 : Pas de toit sans moi de Guy Jacques
- 2012 : Clash de Pascal Lahmani

## Théâtre
- 1973 : L'Église de Louis-Ferdinand Céline, mise en scène François Joxe, compagnie Le Chantier Théâtre, Théâtre des Deux Portes, Théâtre de la Plaine, Théâtre des Mathurins : Mamadou / Tralamon
- 1975 : Androclès et le Lion de George Bernard Shaw, mise en scène Guy Rétoré, Théâtre de l'Est parisien
- 1987 : L'Affaire du courrier de Lyon d'Alain Decaux et Robert Hossein, mise en scène Robert Hossein, Palais des congrès de Paris
- 1998 : Surtout ne coupez pas d'après Sorry, wrong number de Lucille Fletcher, mise en scène Robert Hossein, Théâtre Marigny (intervention filmée)
- 2000 : L'Ormaie de Marcel Cuvelier, mise en scène Gérard Maro, Comédie de Paris